# Irwin G. Cantor
Irwin G. Cantor (* 17. September 1927 in New York City; † 7. November 2017) war ein US-amerikanischer Bauingenieur und Unternehmer.
Nachdem Cantor 1945 bis 1946 in der U.S. Air Force gedient hatte, studierte er Bauingenieurwesen am CCNY mit Abschluss 1951 als Bachelor of Science. Er gehörte dort Chi Epsilon an.
Er begann bei Tippetts als Design Engineer, war von 1951 bis 1954 Senior Engineer bei Abbott McCarthy und ein Jahr bei Jacob Feld. Bis 1960 war er Chefingenieur bei Hertzberg & Cantor (bei der auch Ysrael Seinuk arbeitete) und dann bis 1971 Teilhaber und Direktor bei Hertzberg & Cantor.
Zusammen mit Seinuk gründete er 1971 sein eigenes Unternehmen Office of Irwin G. Cantor, dem er als CEO vorstand – ebenso wie 1992–1998 der umbenannten The Cantor Seinuk Group. Er war unter anderem Mitglied des ACI Committee 363 und von High Strength Concrete.